# Parafia św. Marii Magdaleny w Gołaczewach
Parafia świętej Marii Magdaleny w Gołaczewach – parafia rzymskokatolicka, znajdująca się w diecezji sosnowieckiej, w dekanacie XXIII – Podwyższenia Krzyża Świętego w Wolbromiu. Powstała prawdopodobnie w XII lub XIII wieku.

## Proboszczowie
- ks. Stanisław Wesołowski (administrator od 1951, proboszcz 1955–1972)[2]
- ks. Paweł Dziubdziela (1972–1991)
- ks. Aleksander Witkowski (1991–2014)
- ks. Stanisław Gibała (2014–2025)[3]
- ks. Piotr Niedziela (od 2025)[3]

## Zasięg parafii
Do parafii należą wierni z miejscowości: Chełm, Chrząstowice, Gołaczewy, Kaliś, Podchybie oraz Zarzecze.